# Le Picador (film)
Pour les articles homonymes, voir Le Picador (homonymie).
Pour plus de détails, voir Fiche technique et Distribution.
 Le Picador est un film français réalisé par Lucien Jaquelux, sorti en 1932

## Synopsis
Les amours malheureuses d'un picador amoureux de sa pupille, qui elle-même est amoureuse d'une jeune picador.

## Fiche technique
- Réalisation : Lucien Jaquelux
- Superviseur de la réalisation : Germaine Dulac
- Scénario : d'après l'œuvre de Tony Bias et Henri d'Astier
- Musique originale : José Soler Casabón
- Photographie : Georges Périnal
- Société de production : Aura-Films[2]
- Pays :  France
- Format : Noir et blanc - 35 mm - son mono
- Genre : Drame - Film musical[2]
- Durée : 91 minutes
- Date de sortie :
  - France - 18 novembre 1932

## Distribution
- Jean Mauran - Partor
- Enrique Riveros - Vicente
- Marcel Maupi
- Anthony Gildès
- Pitouto
- Ginette d'Yd - Dolorès
- Madeleine Guitty - Juana
- Florence Walton - May Alton
- Jean Joffre
- René Montis

## Autour du film
- Jean Mauran est un chanteur d'opéra[2]